# Roger Coma
Roger Coma Estruch (Barcelona, España, 1976) es un actor español de cine y televisión conocido principalmente por el público catalán por su participación en la serie Porca misèria de TV3. En la televisión nacional destacan sus trabajos en series como Amar es para siempre y Gran Hotel.

## Biografía
Pasó su infancia en Bañolas hasta que decidió ir a formarse en el Instituto del Teatro. Roger Coma tuvo su primera oportunidad cinematográfica como actor en 1994 en la película Transeúntes, dirigida por Luis Aller, pero no fue hasta 1998 cuando, de la mano de Ventura Pons en Caricias, dio el salto a la gran pantalla y también a la televisión, donde hizo pequeñas incursiones en series como El comisario, Jet Lag y Majoria absoluta.
Es principalmente conocido por sus participaciones en series de la televisión autonómica catalana. Desde 2004 y hasta 2007 protagonizó la comedia Porca misèria junto a Joel Joan y Anna Sahún. En ella interpretó a Roger, hermano de Pere (Joan), un joven ejecutivo caprichoso y superficial.
En 2010 tuvo un papel secundario en la serie de televisión Los protegidos de Antena 3. Más tarde participó en la miniserie Ermessenda emitida en TV3.
El 11 de junio de 2009 publicó su primer libro, Si esto es París en la editorial Columna. En 2011 publicó su segundo libro, He conegut una noia.
Ha participado en tres series: Gran Hotel, a nivel nacional, en Antena 3, donde interpreta al padre Grau; Seis Hermanas, en TVE1, donde interpreta a Emilio Gómez, secretario de la Casa Real de Alfonso XIII 
y la serie catalana Gran Nord. A su vez, intenta conseguir financiación para su serie en línea Les coses grans.
Actualmente es actor en la serie de TV3 com si fos ahir.

## Filmografía

### Televisión
- Laura, como Joan Figueres Masdeu (1998-1999)
- La vida es sueño, como Astolfo. TV movie (2001)
- Jet Lag, como Dani (2001-2003)
- El cor de la ciutat, como Kiko (2003)
- Génesis: En la mente del asesino, como José Carlos "Seca" Martín (2007)
- Los protegidos, como Andrés Soria Murillo (2010-2011)
- Ermesenda (2011) - como Hug I d'Empúries
- Les veus del Pamano (2009) - como Oriol Fontelles
- Porca misèria (2004-2007) - como Roger
- Gran Nord 2012- como Pep
- Gran Hotel, como Padre Grau (2013)
- El crac, como él mismo (2014)
- Amar es para siempre, como Julián Madariaga (2014-2015)
- Seis hermanas, como Emilio Sánchez (2016)
- Instinto, como Nacho (2019)
- Com si fos ahir, como Iván (2019)

### TV movies
- Tarancón. El quinto mandamiento (2010) - como Tarancón joven
- La huella del crimen 3: El asesino dentro del círculo (2010) - como Joaquín Ferrándiz Ventura
- La dame de Monsoreau (2008) - como Mateo
- Bajo el mismo cielo (2008) - como Sergio
- Postius (2007) - como Rober
- Tornarem (2012) - como Felip

### Largometrajes
- A la deriva (2009) - como Giró
- El Greco (2007) - como Padre Paravicino
- 53 días de invierno (2006) - como Edu
- Suspiros del corazón (2006 - como Fernando Valbuena de Montijos
- Salvador (Puig Antich) (2006) - como Soci Oriol Arau
- Para que no me olvides (2005) - como David
- Jóvenes (2004)